# خدمة الصحة النفسية المجتمعية
تدعم خدمة الصحة النفسية المجتمعية أو شعبة الصحة النفسية المجتمعية المعروفة أيضًا باسم فرق الصحة النفسية المجتمعية في المملكة المتحدة، أو تعالج المصابين باضطرابات نفسية (الأمراض النفسية أو مشاكل الصحة النفسية) في بيئة منزلية، بدلًا من مستشفى الأمراض العقلية. تختلف منظومة خدمات الصحة النفسية المجتمعية حسب البلد الذي تُقدّم فيه هذه الخدمات. وتشير إلى نظام رعاية يكون فيه مجتمع المريض، وليس مصحة معينة مثل المستشفى، هو المُقدّم الرئيسي لرعاية الأشخاص الذين يعانون من اضطراب عقلي (نفسي). غالبًا ما يتضمن هدف خدمات الصحة العقلية المجتمعية أكثر من مجرد تأمين علاج نفسي للمرضى خارج المستشفيات (زوار العيادات، دور التأهيل...).
تشمل الخدمات المجتمعية الإيواء الداعم بإشراف كلي أو جزئي (من بينها دور التأهيل)، وأجنحة الأمراض النفسية في المشافي العامة (من ضمنها برنامج العلاج الجزئي في المستشفيات)، وخدمات الرعاية الطبية الأولية المحلية، والمراكز النهارية أو النوادي، ومراكز الصحة العقلية المجتمعية، ومجموعات المساعدة الذاتية للصحة النفسية.
يمكن أن تؤمَّنْ الخدمات من قِبل منظمات حكومية ومحترفين في مجال الصحة النفسية، من ضمنهم فرق اختصاصية تؤمن خدمات عبر منطقة جغرافية معينة، مثل العلاج التوكيدي المجتمعي وفرق التدخل المبكر في حالات الذُّهان. يمكن تقديم هذه الخدمات أيضًا عن طريق منظمات خيرية خاصة. يمكن أن تكون هذه الخدمات قائمة أيضًا على مبادرات دعم الأقران وحركة الناجين النفسيين (حركة المستهلك/ الناجي/ المريض السابق).
تشير منظمة الصحة العالمية إلى أن خدمات الصحة النفسية المجتمعية متاحة أكثر (سهل الحصول عليها) وذات فعالية أكبر، وتخفف من الاستبعاد الاجتماعي، وفرص حدوث حالات إهمال وانتهاكات لحقوق الإنسان خلالها قليلة، وهي حالات كانت تحدث كثيرًا في مشافي الأمراض العقلية. على أي حال، تشير منظمة الصحة العالمية في العديد من البلدان، إلى أن إغلاق مشافي الأمراض العقلية لم يكن مترافقًا مع نمو الخدمات المجتمعية في هذا المجال، مُخلفًا فراغًا خدميًا بوجود عدد كبير جدًا من الأشخاص الذين لا يتلقون أي رعاية.
ظهرت صلاحيات قانونية جديدة في بعض البلدان، مثل الولايات المتحدة، لتشرف على العلاج وتضمن الالتزام به من قِبل الأفراد في المجتمع، المعروفة بالمعالجة الإلزامية للمرضى خارج المشافي أو العلاج التوكيدي المجتمعي أو قرارات العلاج المجتمعي.

## النشأة

### الجذور
بدأت خدمات الصحة النفسية المجتمعية كمحاولة لاحتواء «المجانين» أو من اعتبروا «مخابيل». يُعد فهم تاريخ الاضطرابات العقلية مهمًا في أساس تطور خدمات الصحة النفسية المجتمعية. بتطور علم النفس الطبي كعلم وتحوله باتجاه علاج المرضى النفسيين، بدأت مؤسسات الطب النفسي بالنمو حول العالم، ومهدت الطريق لخدمات الصحة النفسية المجتمعية.

### قبل توفير الرعاية غير المؤسسية
في 3 يوليو عام 1946، وقّع الرئيس هاري ترومان على قانون الصحة النفسية الوطني الذي -ولأول مرة في تاريخ الولايات المتحدة- ولّد قدرًا كبيرًا من التمويل الفدرالي في مجال البحث والتوعية في مجال الصحة النفسية. أدى تمرير هذا القانون في النهاية إلى تأسيس المعهد الوطني للصحة النفسية عام 1949. في نهاية أربعينيات القرن العشرين وبداية خمسينياته، شرع حاكم ولاية مينيسوتا لوثر يونغدالي بتطوير العديد من خدمات الصحة النفسية القائمة على المجتمع المحلي. دعا أيضًا إلى المعاملة الإنسانية للأفراد في مؤسسات الولاية.

### الرعاية غير المؤسسية
لعب فيليب بينيل دورًا كبيرًا في مجال المعاملة الإنسانية والأخلاقية مع المرضى وأثّرَ بشكل كبير على دوروثيا ديكس. دعت ديكس إلى توسيع مشافي الصحة العقلية لتشمل المرضى الذين كان يجري إيواؤهم في ذلك الوقت في السجون والملاجئ. رغم نواياها الطيبة، أدى التحضر المتسارع (توسع المدن) والهجرة المتزايدة إلى الاستحواذ الكبير لأنظمة الدولة على مجال الصحة العقلية وبسبب ذلك، وبانتهاء القرن التاسع عشر ودخول القرن العشرين، لوحظ تحولٌ في التركيز من العلاج إلى الرعاية الوصائية. مع تراجع جودة الرعاية وتقديم الأدوية النفسية (أدوية المفعول النفسي)، اُعيد إدخال هؤلاء الذين يعانون من أمراض نفسية إلى المجتمع، إذ خُصصت خدمات الصحة النفسية المجتمعية كمُقدم للرعاية الأولية.

### حركات الصحة النفسية
| حركة الإصلاح            | الحقبة             | المحيط                    | محور الإصلاح                                                                                          |
| العلاج المعنوي          | 1800-1850          | مصحة (مأوى)               | معالجة إصلاحية، إنسانية                                                                               |
| الصحة العقلية           | 1890-1920          | عيادة أو مشفى أمراض عقلية | وقائي، طابع علمي                                                                                      |
| الصحة النفسية المجتمعية | 1955-1970          | مركز صحة نفسية مجتمعي     | رعاية غير مؤسسية، اندماج اجتماعي                                                                      |
| الدعم المجتمعي          | 1975- الوقت الحاضر | مجتمعات                   | اعتبار الأمراض العقلية بمثابة مشكلة تخص الرعاية الاجتماعية (على سبيل المثال الإيواء العلاجي، التوظيف) |

### بعد الرعاية غير المؤسسية
بعد الرعاية غير المؤسسية، انتهى أمر العديد من المرضى النفسيين في السجون، ودور الرعاية وفي الشوارع كمشردين. وبدأت تنمو في هذه النقطة من التاريخ خدمات الصحة النفسية المجتمعية وتصبح فعالة. في عام 1955، بعد فترة طويلة من الرعاية غير المؤسسية، جرى تمرير قانون البحث المجتمعي في الصحة النفسية. بتمرير هذا القانون، دعا الكونغرس الأمريكي إلى «تحليل موضوعي شامل وطني وإعادة تقييم للمشاكل الإنسانية والاقتصادية المتعلقة بالصحة النفسية». بناءً على تكليف الكونغرس، أجرت لجنة الأمراض النفسية المشتركة دراسات عديدة. في السنوات الأربعة اللاحقة وضعت هذه اللجنة مقترحات لتأسيس مراكز صحة نفسية مجتمعية عبر البلاد. في عام 1963، جرى تمرير قانون مراكز الصحة النفسية المجتمعية، واعتبر انطلاقة ثورة الصحة النفسية المجتمعية. ساهم هذا القانون أكثر في الرعاية غير المؤسسية عن طريق انتقال المرضى النفسيين إلى محيطهم «الأقل تقييدًا». موّل قانون مراكز الصحة النفسية المجتمعية ثلاث مبادرات رئيسية:
1. تأهيل احترافي للعاملين في مراكز الصحة النفسية المجتمعية.
2. تطوير البحث في المنهجية المتبعة من قِبل مراكز الصحة النفسية المجتمعية.
3. تحسين جودة الرعاية في البرامج الموجودة لحين إمكانية إعداد مراكز صحة نفسية مجتمعية أحدث.[8]

وفي نفس السنة، جرى تمرير قانون بناء مراكز التخلف العقلي ومراكز الصحة النفسية المجتمعية. أدار الرئيس جون إف. كينيدي جزءًا من حملته على منصة داعمة بشدة للصحة النفسية المجتمعية في الولايات المتحدة. كانت غاية كينيدي الأساسية الحد من الرعاية الوصائية لمرضى الصحة النفسية بنحو 50% من عشرة إلى عشرين سنة. في عام 1965، عُدلَ قانون الصحة العقلية المجتمعية ليتضمن لائحة أطول من الأحكام. أولًا، جرى توسيع مخصصات المنح لبناء وتوظيف العاملين لتشمل مراكز خدمات المرضى الذين يعانون من اضطرابات تعاطي المخدرات. ثانيًا، جرى تأمين المنح لتعزيز البدء بخدمات الصحة النفسية المجتمعية وتطورها في المناطق التي تكون فيها الحالة الاقتصادية والاجتماعية متردية. أخيرًا، خُصصت منح جديدة لدعم خدمات الصحة النفسية المجتمعية التي تهدف إلى مساعدة الأطفال. مع تقدم القرن العشرين، كان هناك تأثير سياسي أكبر في مجال الصحة النفسية المجتمعية. في عام 1965، ومع تمرير قانون برامج ميديكير وميديكيد، كان هناك نمو قوي لدور الرعاية المتمرسة ومراكز الرعاية الطبية المتوسطة التي خففت الحمل القائم على مشافي الصحة النفسية العامة واسعة النطاق.

### القرن العشرين
من عام 1965 إلى عام 1969، جرى التصديق على 260 مليون دولار لمراكز الصحة النفسية المجتمعية. بالمقارنة مع برامج ومنظمات حكومية أخرى، يُعد هذا الرقم قليلًا جدًا. انخفض التمويل لأقل من ذلك في فترة رئاسة ريتشارد نيكسون من عام 1970 – 1973 بتصديق كلي لنحو 50.3 مليون دولار. على الرغم من أن تمويل مراكز الصحة النفسية المجتمعية كان في انخفاض مستمر، استمرت برامج الرعاية غير المؤسسية في ستينيات وسبعينيات القرن العشرين. كان عدد المرضى المقيمين في مشافي الأمراض العقلية الحكومية ومشافي المقاطعات في عام 1950 نحو 512,501 وبحلول عام 1989 انخفض العدد إلى 101,402. أدت هذه العملية المستمرة من الرعاية غير المؤسسية دون وجود موارد بديلة كافية إلى تشرد المرضى النفسيين، ودخولهم السجون وإلى التطبيب الذاتي من خلال استخدام المخدرات أو الكحول. في عام 1975، مرر الكونغرس قانونًا يطلب من مراكز الصحة النفسية المجتمعية تأمين خدمات الرعاية اللاحقة لكل المرضى على أمل تحسين معدلات التعافي.